# پت فرلی
پت فرلی (انگلیسی: Pat Fraley؛ زادهٔ ۱۸ فوریهٔ ۱۹۴۹) صداپیشه و بازیگر اهل ایالات متحده آمریکا است.
از فیلم‌ها یا برنامه‌های تلویزیونی که وی در آن نقش داشته‌است می‌توان به ماجراهای خرگوش آمریکایی اشاره کرد.